# Monument aux morts de Guchen
Le monument aux morts de Guchen (Hautes-Pyrénées, France) est consacré aux soldats de la commune morts lors des conflits du XXe siècle.

## Situation
Le Monument est situé au bord de la route départementale D 929, route de la vallée d'Aure devant l'école primaire du village.

## Historique
La décision d'acquérir un monument aux morts a été prise par le Conseil Municipal le 31 août 1919, un crédit de 3 000 francs étant ouvert pour financer la dépense.
Le 4 février 1922, le Conseil Municipal décide d'acheter une statue représentant un poilu ainsi qu'une plaque en bronze et autorise le Maire à traiter avec M. Jacques Tardos, d'Ilhet, pour la fourniture du socle du monument.
Le 3 juin 1922, le modèle et le devis soumis par M. Edouard Comby, entrepreneur de monuments funéraires à Lortet, est accepté pour un montant de 8 000 francs.

## Description
Le monument, se compose d'un piédestal, reposant sur un double emmarchement, sur lequel se dresse la statue du Poilu au repos en fonte ciselée bronze patiné, œuvre du sculpteur Étienne Camus et réalisé par les Établissements Jacomet de Villedieu (Vaucluse).
Il se tient debout, les mains sur le canon de son fusil, dont la crosse repose à terre, orientée parallèlement à ses pieds. Il vêtu de son uniforme : casque, manteau, pantalon et bandes molletières. Il porte une décoration à son revers. Son visage est muni d'une moustache ; il regarde droit devant lui. Son pied gauche est légèrement avancé. Sa main gauche repose sur sa main droite.
Elevé le long d'un mur, le monument est entouré, sur les trois autres côtés, d'une grille; deux obus, trophées de guerre, sont disposés de part et d'autre de la grille. Une couronne funéraire est sur la face latérale gauche du monument et une croix de guerre sur la face latérale droite.
15 noms de soldats sont gravés sur une plaque fixée sur la face antérieure du piédestal : treize sont morts pendant la guerre 14-18, un est mort au Maroc en 1925 et le dernier en Tunisie en 1942.

## Galerie

Sélection de vues du monument aux morts municipal.
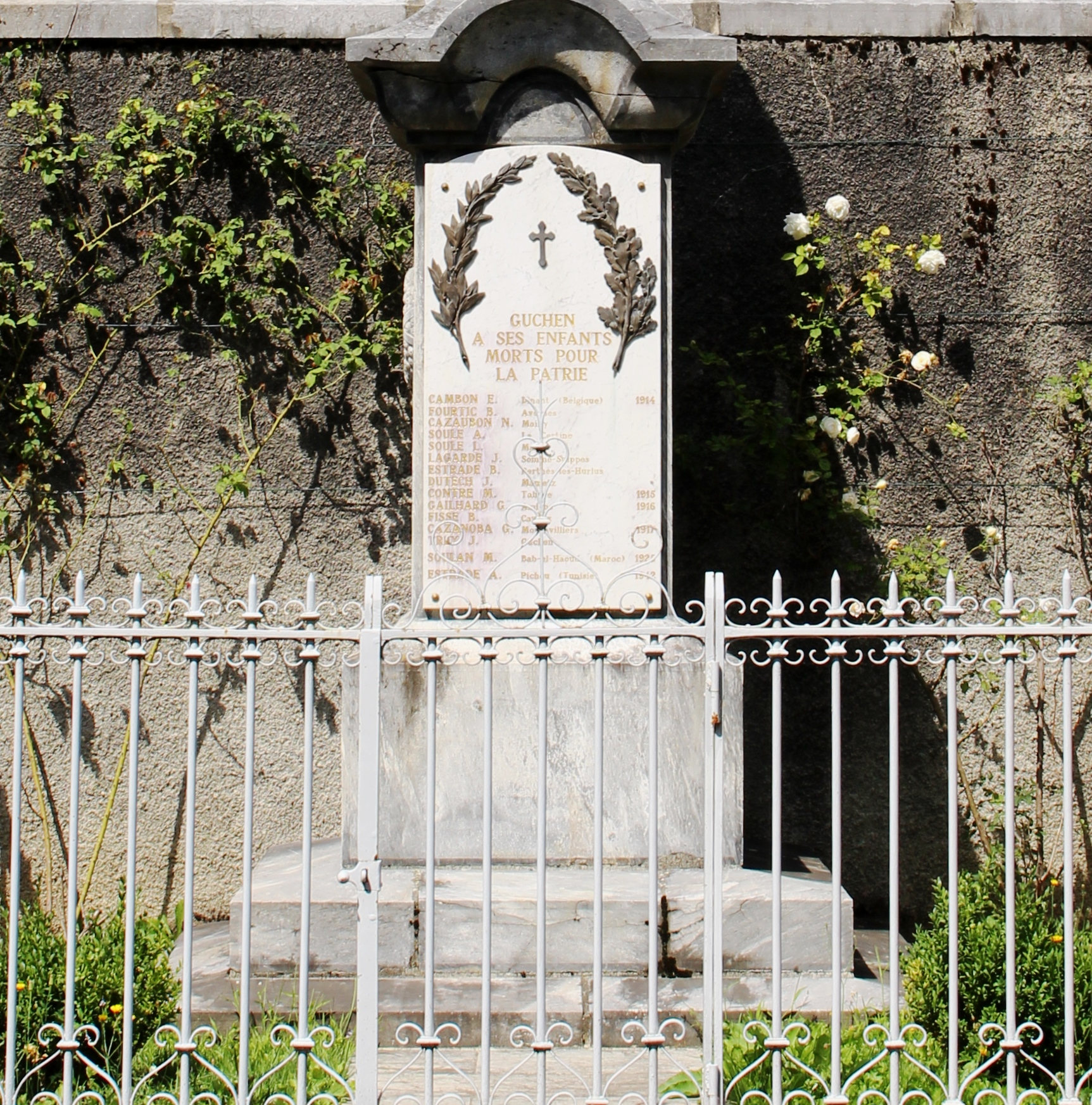
Le piédestal.
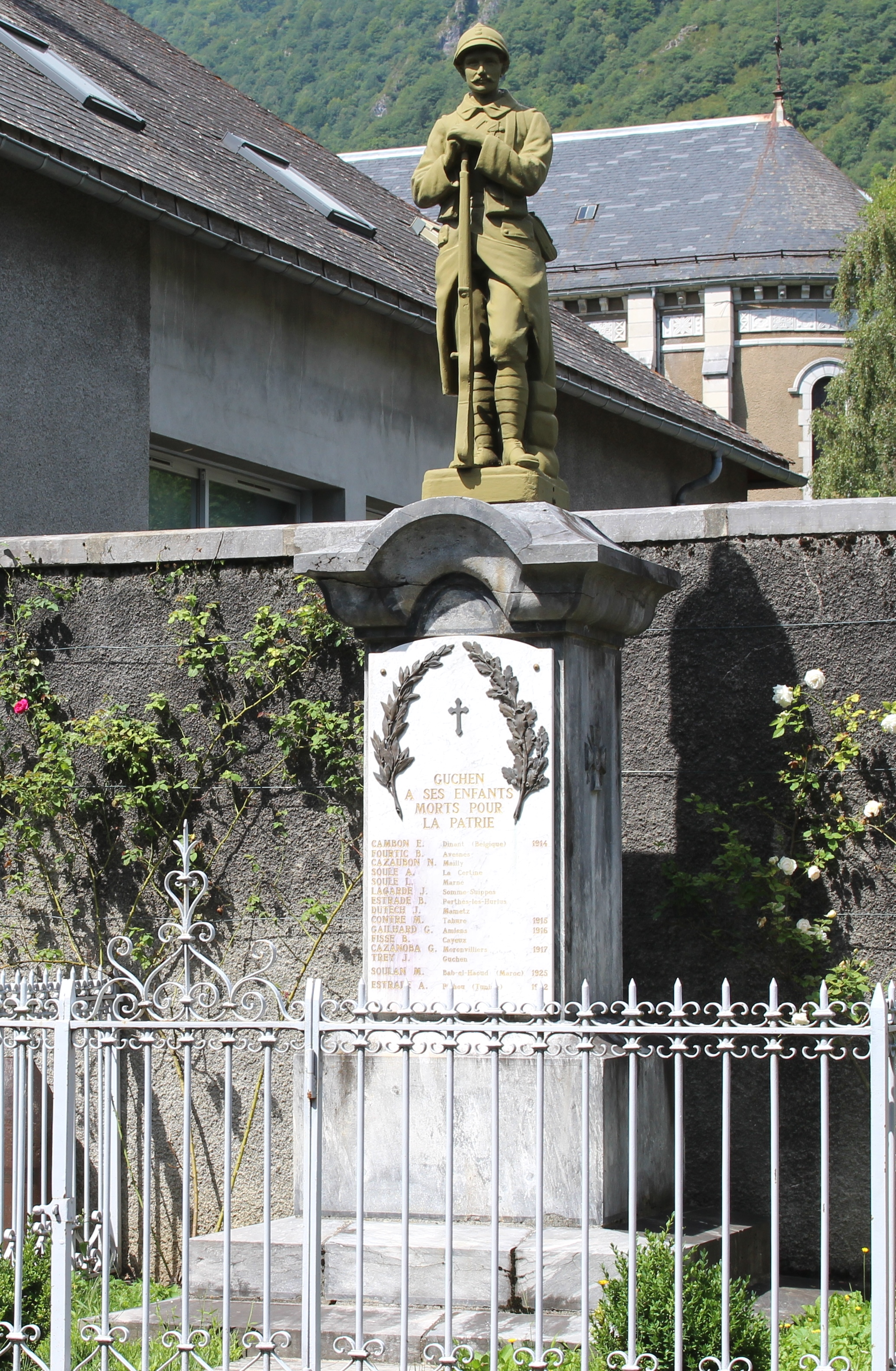
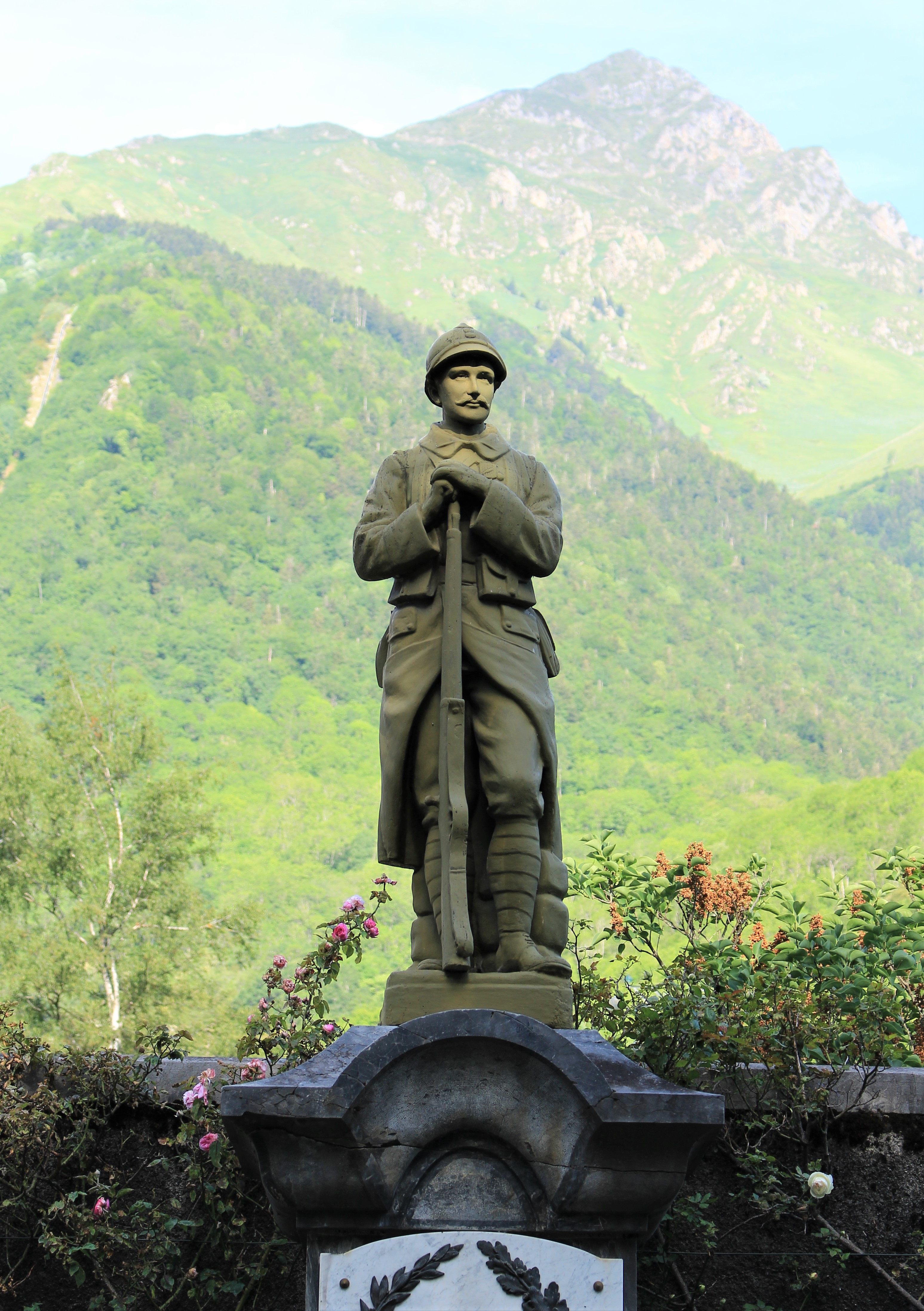
Le poilu.
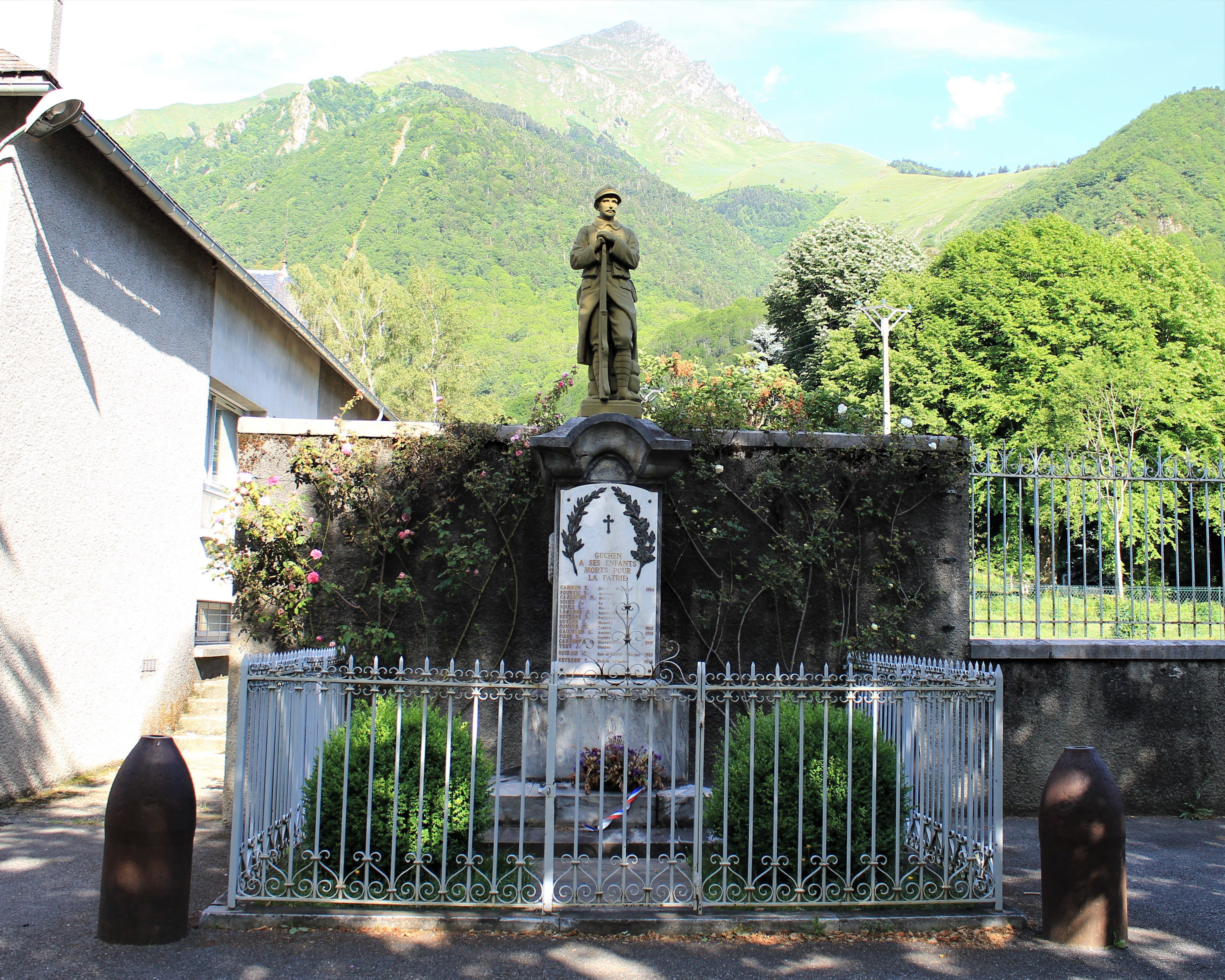